# Tragacantha canadensis
Tragacantha canadensis là một loài thực vật có hoa trong họ Đậu. Loài này được (L.) Kuntze miêu tả khoa học đầu tiên năm 1891.